# Пејзаново
Пејзаново, Пајзаново, Киречкој или Кречово (грч. Ασβεστοχώρι, Асвестохори) је град у општини Капуџилар-Хортач у периферији Средишња Македонија, Грчка. Према попису из 2021. године био је 6.551 становник.
Према предању Пејзаново је добило име по његовим житељима који су били чувари солунског водовода. Турци су га називали Киречкој, јер су његови житељи били познати по прозводњи креча, који су извозили у Анадолију.
Према бугарском географу и историчару, Василу Канчову, у Пејзанову је 1900. године живело 4.200 Словена хришћана. Српски историчар Спиридон Гопчевић, 1890. године бележи да словенско становништво празнује славу. Македонски историчар Тодор Симовски, 1998. године наводи да је Пејзаново словенско насеље.